# Toril Aalbergová
Toril Aalbergová (* 2. listopadu 1970 Trondheim) je norská socioložka, profesorka sociologie, spisovatelka, poradkyně EU v oblasti politologie a populismu. Je profesorkou a vedoucí katedry sociologie a politických věd na Norské univerzitě vědy a technologie v Trondheimu. Je také členkou výzkumných evropských institucí, např. NEPOCS (Network of European Political Communication Scholars) nebo EVPOC (Elections, Values and Political Communication).
Do této doby[kdy?] napsala nebo přispěla k napsání 9 knih a více než 1000 odborných publikací.

## Život a studium
Toril Aalbergová se narodila v roce 1970 v jednom z větších univerzitních měst Norska, Trondheimu. Navštěvovala vyšší střední školu v Trondheimu, kterou dokončila v roce 1989 po složení Examen Artium, což je obdoba české maturitní zkoušky. V roce 1993 získala bakalářský titul a v roce 1995 i magisterský titul v oboru politických věd na Norské univerzitě vědy a technologie. Léto roku 1996 strávila na letním institutu politické psychologie na Ohijské státní univerzitě v Americe. V roce 2001 dosáhla doktorského titulu v oboru politických věd na Norské univerzitě vědy a technologie.
V období mezi lety 2003 a 2009 působila jako docentka katedry sociologie a politických věd na Norské univerzitě vědy a technologie. Později povýšila do role profesorky a projektové ředitelky. V období 2013–2017 pracovala jako vedoucí výzkumu a nyní je vedoucí katedry sociologie a politických věd.
Je autorkou nebo editorkou 9 knih, včetně Challenges to Representative Democracy (1999), Achieving Justice (2003), Communicating Politics (2007), How Media Inform Democracy (2012), Populist Political Communication in Europe (2016) a Communicating Populism (2019).

## Populistická komunikace
Toril Aalbergová se v dosavadní tvorbě zaobírá mimo jiné komunikací populistických uskupení. Tento komunikační fenomén zkoumá s dalšími vědci jako Claus de Vreese, Carsten Reinemann, James Stanyer a Stefaan Walgrave. Jedná se o způsob komunikace, kdy subjekt jedná v zájmu většiny. Často obviňuje za společné problémy elitu, či menšiny a staví se do role ochránce společnosti. V každém státě se populismus projevuje jiným způsobem, a to podle aktuálních problémů, či kultury. Nejčastěji najdeme prvky jako odkaz na sounáležitost k lidu a identifikování nepřátel. S vývojem společnosti se i populismus transformoval, a to od Thin populismu, kde řečník pouze odkazuje na svou sounáležitost a porozumění společnosti až po Thick populismus. Ten přidává ještě identifikaci nepřátel společnosti.
Autor[kdo?] dělí populismus do tří skupin:
1. Mediální populismus – Ten řeší roli médií při šíření populistických zpráv a jejich chování. Mass media mají v oblibě publikovat populistické zprávy a to především, protože jsou vyjádřeny jednoduše a hledají konflikty. Populistická media se staví do role ochránců společnosti, i přestože podporují útoky na menšiny.
2. Politický populismus – Ten se dělí na levicový populismus, který často útočí na elity a vzdělanou minoritu společnost. Pravicový populismus obviňuje etnické menšiny, minority věřících, či osoby s jinou než heterosexuální orientací. Populističtí politici často využívají sociální média pro vlastní propagaci a zviditelnění. Naopak mají tendenci se vyhýbat klasickým médiím, se kterými ztrácí kontrolu nad rozhovory. Populistické strany se stále vyvíjejí a stávají sofistikovanějšími, i proto se stávají v dnešní době často úspěšnými.
3. Občanský populismus – Ten se zabývá tím, kdo podporuje populisty. Jsou to většinou jedinci cítící se vyloučeni mimo společnost. Populisty vidí jako osoby, které jim naslouchají a hledají východiska z jejich situace. Věří více emociálním projevům než faktům. Skupiny obviněné populisty za všeobecné problémy, se cítí odstrčené, co vede často ke konfliktům.[3][4][5]

Toril Aalbergová spolupracovala na těchto dílech o politické populistické komunikaci:
- Populist Political Communication in Europe (2016)[6] – Populistická politická komunikace je spojená s nárůstem populismu ve 24 zemích Evropy. Autor se domnívá, že mediální komunikace je klíčem k porozumění tomuto nárůstu, a zaměřuje se na 3 oblasti populismu a jeho politické komunikace: populistické subjekty jako komunikátoři, média a populismus, a občané a populismus.
- Communicating Populism (2019)[7] – I laické veřejnosti přístupné srovnání několik významných komparativních studií založených na rozhovorech s novináři, analýzách obsahu médií a dotaznících. Prezentuje populismus jako typ politické komunikace a zaměřuje se na vnímání politiků a novinářů, mediální reportáže a dopad na občany. Obsahuje též rady pro občany, novináře i politiky, jak se vypořádat s nástrahami populistické komunikace.

## Sociologie médií
Toril Aalbergová společně s Jamesem Curranem a Peterem van Aelstem se věnují sociologii medií v odborném článku Mediální systémy a politické informační prostředí: Srovnání napříč národy (v originále Media Systems and The Political Information Environment: Cross-National Comparison).
V tomto článku se autoři věnují tématu komerce médií a vlivu peněz na relevanci a aktuálnost vysílaných informací odebíraných divákem. Narážejí například na otázku Hallinova a Manciniho (2004: 279) dotazníku: „Jedna z nejtěžších otázek k vyřešení je, jestli komerce zvýšila nebo snížila množství politických informací a debat.“ Na to Aalbergová a spol. reaguje „komerce podpořila vývoj globální mediální kultury, která podstatně snížila národní rozdíly“ (Alberg, Curran, von Aelstem, 256). Dále dodávají, že základem stabilní demokratické společnosti jsou kvalitní média, která relevantně informují o aktuálních a politických událostech. Pokud je společnost dobře informovaná, má potom lepší přístup k politice a je pravděpodobnější, že se bude v politice účastnit.
V článku dospěli autoři mimo jiné k těmto závěrům:
1. Informace se dostávají k těm, kteří o ně stojí – vychází z argumentace Markuse Priora uvedené v článku z roku 2007, kde píše, že s nástupem moderní doby, mají lidé větší možnost se informacím vyhnout.
2. Rozdíl mezi vysíláním ovlivňuje komerčnost média – „Předchozí analýzy uvádí, že komerční média tíhnou k vysílání zpráv v okrajovém čase, kdežto veřejná media tradičně pouští zprávy v hlavním vysílacím čase (Semetko,2000; Hallin a Mancini 2004;280)“. Z toho potom vychází i skutečnost, že v různých zemích je různý stav informovanosti.
3. Existuje rozdíl mezi vysíláním zpráv v Americe (USA) a v Evropě (UK) – výzkum organizovaný Aalbergovou a jejími kolegy ukazuje, že hlavní vysílací čas věnovaný aktuálnímu dění a politické situaci je ve Velké Británii až šest krát větší než v USA. Příjem britské televize ze zpráv je srovnatelný s příjmem v okolních zemí Evropy, z čehož se dá usuzovat, že sledovanost je mnohem větší než ve Spojených státech.
4. Obsah médií je ovlivněn jejich motivací na trhu – Podle Larsena (2008: 333) například norská veřejnoprávní televize má za důležitá cíl být největší poskytovatel vysílání v zemi, kdežto primární cíl švédské veřejnoprávní televize je být mezi nejlepšími veřejnoprávními médii na světě. „To ukazuje, že se zřejmě může obsah a množství vysílaných zpráv zásadně lišit i mezi různými evropskými veřejnoprávními kanály.“
5. Nárůst „soft news“ (povrchních zprávy, zajímavosti) – stanice chtějí působit na co nejvíce diváků a současně prezentovat zprávy z veřejného dění. Aby toho dosáhly zobecňují a zjednodušují informace. „Protože soft news jsou vnímány jako zábava, jsou zahrnuty jako návnada lákající širokou veřejnost.“

Toril Aalberg se dále věnuje tomuto tématu také v knize How Media Inform Democracy: A comparative approach (2012), kde zpracovává komparativní analýzu médií v šesti zemích: USA, Spojeném království, Norsku, Švédsku, Belgii a Švýcarsku. Vychází z předpokladu, že občané by měli být plně informováni o veřejných záležitostech tak, aby byli schopni činit zodpovědná rozhodnutí. Stále měnící se mediální prostředí ovšem vyvolává několik otázek, zejména pokud nám komparativní přístup k médiím může říci, jak média v demokracii informují, a jak narůstající komercializace ovlivňuje média, zejména v USA, kde konstatujeme tržní nadvládu nad médii.

## Ostatní tvorba
Toril Aalberg významně přispěla do výzkumu v oblastech politické komunikace, populismu, mediální sociologie či migrační sociologie. Je spoluautorkou mimo jiné těchto knih:
- Challenges to Representative Democracy: Parties, Voters and Public Opinion Archivováno 25. 11. 2020 na Wayback Machine. (1999)

V západních demokraciích můžeme konstatovat krizi politické reprezentace, kde místo stabilního elektorátu určité strany konstatujeme stále větší a větší voličskou mobilitu. Strany, jež si už nemohou být jisté svou voličskou základnou, mezi sebou cítí větší konkurenci, což může vyústit v krizi nejen stran, ale i zastupitelské demokracie. Kniha se zaměřuje na aspekty chování voličů a jejich důvěru a vztah k politickým stranám.
- Achieving Justice: Comparative Public Opinion on Income Distribution

Přesvědčení veřejnosti o sociální spravedlnosti je zpracováno komparativní analýzou, která jej propojuje s momentální ekonomickou a politickou situací v dané zemi. Ptá se, čím se dají rozdíly ve veřejném mínění populací vysvětlit, například rozdílnými sociálními praktikami v daných zemích.
- Communicating Politics: Political Communication in the Nordic Countries (editor) (2008) – with Jesper Strömbäck and Mark Ørsten

Popis a analýza systémů a procesů politické komunikace v severských zemích, tj. v Dánsku, Norsku, Švédsku, Finsku a na Islandu. Pro všechny tyto i jiné vyspělé země platí, že politika a média jsou neoddělitelná. Tato kniha analyzuje jejich podobnosti a rozdíly v systémech politické komunikace a tamními praxemi.
Toril Aalberg přispěla také do mnoha dalších knih a publikovala rozsáhle v mezinárodních recenzovaných časopisech, jako například v
- Communications
- European Journal of Communication
- British Journal of Political Science
- International Journal of Press/Politics
- Journalism Studies
- Ethnic and Racial Studies
- Journal of Ethnic and Migration Studies

## Ocenění
- 2000  Cena Tronda Lykkeho pro mladé vědce
- 2002  Cena Steina Rokkana
- 2010  Nejlepší článek v časopise: Norsk Medietidskrift 2009
- 2013  Nejlepší mezinárodní článek v časopise
- 2014  Cena účastníka Fulbright Scholar[2]